# بوبو بالده
بوبو بالده (انگلیسی: Bobo Baldé؛ زادهٔ ۵ اکتبر ۱۹۷۵) بازیکن فوتبال اهل فرانسه است.
از باشگاه‌هایی که در آن بازی کرده‌است می‌توان به باشگاه فوتبال المپیک مارسی، باشگاه فوتبال کن، باشگاه فوتبال والنسین، باشگاه فوتبال سلتیک، و باشگاه فوتبال تولوز اشاره کرد.
وی همچنین در تیم ملی فوتبال گینه بازی کرده‌است.